# Groupe de recherches et d'études sur la radio
Le Groupe de recherches et d'études sur la radio (GRER), est voué à l'étude de la radiodiffusion. Ce groupe est une plate forme d'échanges, de réflexions et de représentation pour les chercheurs, étudiants et professionnels concernés par les dynamiques et les multiples facettes du média radiophonique. L'association publie le carnet de recherches Radio Graphy sur un portail internet d’envergure internationale destiné à la publication et à l’information en sciences humaines et sociales.

## Manifestations du GRER
- 5 décembre 2015 : le GRER organise, à Paris, un séminaire intitulé Regards croisés sur la réception et l'audience de la radio[1].
- 9 avril 2016 : un séminaire du GRER se tient à Paris et a pour thème Radio, mobilisations et crises politiques[2].
- 18 et 19 novembre 2016 : le GRER organise deux rencontres à Paris, dont l'objet est la présentation d'un manuel et un séminaire[3].
- 25 mars 2017 : le GRER organise, à Paris, un séminaire sur les temporalités de la radio[4].
- 16 au 18 novembre 2017 : un colloque international du GRER se tient à Bordeaux et traite des enjeux, statuts, missions et programmes de la radio au service du public[5].
- 24 mars 2018 : un séminaire du GRER se tient à Paris avec, au centre de la réflexion, l'avenir de la radio, vers sa décadence ou vers sa renaissance[6].
- 19 octobre 2018 : un séminaire organisé par le GRER, à Paris, entend éclairer les nouveaux comportements des jeunes envers la radio[7].
- 30 mars 2019 : le GRER tient un séminaire sur la place des femmes dans le média radio à l'université Paris I Panthéon Sorbonne[8].
- du 21 au 23 novembre 2019 : le GRER organise, à l'IUT de Tours, un colloque sur le thème de la mobilité de la radio, dans le cadre des études sur ses mutations numériques[9].

## Objectif du carnet de recherches
Pour diffuser ses travaux, le GRER a choisi un portail internet qui promeut l’édition électronique scientifique en libre accès. Sur ce portail, le carnet de recherches Radio Graphy a pour objectif de rendre compte et de vulgariser, de manière souple, la recherche sur le média radio, tant en France, dans le monde francophone, que dans le reste du monde. Ce carnet de recherches publie des contributions des membres du GRER ainsi que celles proposées par des enseignants-chercheurs, docteurs et doctorants, professionnels et amateurs, s’intéressant à l’étude du média radio. Les textes publiés sont courts, prenant la forme de billets rédigés en français, en anglais ou en espagnol, ouvrant un champ aux critiques d’ouvrage, annonces et comptes-rendus d’événement, chroniques, résumés de recherche en cours, signalements de publications en ligne intéressantes, billets d’humeur, etc.

## Compléments